# 中央军委后勤保障部卫生局
中央军委后勤保障部卫生局，位于北京市海淀区复兴路22号甲3号，是中央军事委员会后勤保障部下属局，为主管卫生工作的业务部门。

## 沿革
1949年11月1日，中央人民政府人民革命军事委员会成立，中共中央军委卫生部改归中央人民政府人民革命军事委员会总后方勤务部建制，成为中央人民政府人民革命军事委员会总后方勤务部卫生部，业务工作仍由卫生部直接向中央人民政府人民革命军事委员会请示报告，形成双重隶属关系。1952年10月1日，中央人民政府人民革命军事委员会明确卫生部的所有关系归中央人民政府人民革命军事委员会总后方勤务部，正式启用中央人民政府人民革命军事委员会总后方勤务部卫生部印章。
1954年10月11日，总参谋部发出关于军委总部更改名称的通知，中央人民政府人民革命军事委员会总后方勤务部改称中国人民解放军总后方勤务部。卫生部遂改称中国人民解放军总后方勤务部卫生部。1960年10月1日，根据总参谋部1960年4月19日《关于修改某些机构、职务名称事的通知》，中国人民解放军总后方勤务部改称中国人民解放军总后勤部，即日起启用新印章。卫生部遂改称中国人民解放军总后勤部卫生部。
2016年1月改革前，中国人民解放军总后勤部卫生部下设有：综合局、医疗管理局、卫生防疫局、药品器材局、科技训练局、保健局、计划生育办公室、信息中心等部门；下属院校有：中国人民解放军第二军医大学、中国人民解放军第三军医大学、中国人民解放军第四军医大学，均为副军级大学。
在深化国防和军队改革中，2016年1月改组为中央军委后勤保障部卫生局。

## 机构设置
- 医疗管理处
- 药品器材处
- 生物安全处[11]
- 履约事务局[12]

……

## 历任局长
中国人民解放军总后勤部卫生部部长
- 贺诚（1949年11月1日—1953年7月17日，总后方勤务部副部长兼）
- 饶正锡 中将（1953年7月17日—1960年3月29日，1957年起为总后方勤务部副部长兼）
- 孙仪之 少将（1960年3月29日—1964年10月）
- 张步峰 少将（1964年10月—1966年3月3日）[13]
- 张汝光（1966年3月3日—1968年3月）
- 陈念棣（1969年9月—1972年10月）[14]
- 张汝光（1975年8月30日—1978年7月，总后勤部副部长兼）
- 贺彪（1978年7月—1979年9月，总后勤部副部长兼）
- 张祥（1979年9月—1982年8月）
- 冯村（1982年8月—1984年12月）
- 韩光 少将（1984年12月—1988年8月20日）[15]
- 张立平 少将（1989年4月—1994年2月）
- 陆增祺 少将（1994年2月—1998年8月）
- 白书忠 少将（1998年8月—2004年6月）
- 李建华 少将（2004年6月—2008年9月）
- 张雁灵 少将（2008年9月—2012年7月）[16]
- 任国荃 少将（2012年7月—2015年）[17][18]
- 李清杰 少将（2015年—2016年1月）[10]

| 中央军委后勤保障部卫生局局长 - 李清杰 少将（2016年1月—2017年） - 陈景元 少将（2017年—） | 中央军委后勤保障部卫生局副局长 - 刘殿荣 少将（2016年—） - 周先志 少将（2016年—） - 季建华 少将（2016年—） - 席立锁 少将（2016年—） |